# Кебапче
Кебапче е ястие от смляно на кайма месо с подправки, с цилиндрична форма и печено на скара. То е характерно за българската и балканската кухня.
Традиционно кебапчетата в България се приготвят от смес от смляно свинско и говеждо месо и подправки (черен пипер, кимион, сол). Възможно е да се използва и само свинско месо, а рядко дори и агнешко. След като се омеси, каймата се оставя да престои 24 часа. На кебапчетата се придава правилна цилиндрична форма с тегло 35 – 90 грама. Консумират се топли с различни гарнитури.

## Приготвяне
Сочни кебапчета стават само от свинска кайма, мляна от плешката, месо около корема (осмянката) и сланина.
Подправките са 5 гр кимион и 5 гр черен пипер на 1 кг кайма.
Каймата се омесва добре и трябва да поеме около 100 – 150 гр вода.
Отлежава едно денонощие в хладилника на пласт не по-дебел от 6 cm.
Премесва се пак, отлежава 5 – 6 часа и се оформят кебапчетата, като се полират с ръце, топнати в купичка вода и оцет в съотношение 1:1.
Скарата трябва да е много добре загрята, почиства се с телена четка, после саждите се почистват с глава лук, бучната през мустаците и отрязана по екватора, после се намазва леко с олио – потопява се лукът в чинийка с мазнина и се маже с него.
При печенето се търкалят само в една посока на три пъти.
Не трябва да се притесняваме от мазната кайма – такава трябва да е – като се пекат излишната мазнина изтича.
Тази, която при омесването е образувала гел с водата остава, и прави кебапчето сочно – месене и отлежаване – мазнината да се гелоса с водата – емулсия.
Кебапче се пробва, като се хване с щипките за единия край и се разтресе, трябва да не се прекършва – иначе каймата е била постна или недостатъчно омесена или малко отлежала.
В същото време кебапчето може да се пресече с вилица в чинията – не е необходим нож, за да се отреже.
Според стандарта оттогава, когато е изпечено, трябва да тежи 72 гр.